# Jelle Snippe
Jelle Snippe (19 de septiembre de 1998) es un deportista neerlandés que compite en judo.
En los Juegos Europeos de Cracovia 2023 consiguió una medalla de bronce en la prueba de equipo mixto. Ganó una medalla de bronce en el Campeonato Europeo de Judo de 2023 y una medalla de plata en el Campeonato Europeo de Judo por Equipo Mixto de 2022.

## Palmarés internacional
| Juegos Europeos                     | Juegos Europeos         | Juegos Europeos   | Juegos Europeos |
| Año                                 | Lugar                   | Medalla           | Categoría       |
| ----------------------------------- | ----------------------- | ----------------- | --------------- |
| 2023                                | Krynica-Zdrój (Polonia) | Medalla de bronce | Equipo mixto    |
| Campeonato Europeo                  |                         |                   |                 |
| Año                                 | Lugar                   | Medalla           | Categoría       |
| 2023                                | Montpellier (Francia)   | Medalla de bronce | +100 kg         |
| Campeonato Europeo por Equipo Mixto |                         |                   |                 |
| Año                                 | Lugar                   | Medalla           | Categoría       |
| 2022                                | Mulhouse (Francia)      | Medalla de plata  | Equipo mixto    |